# Rūbokht
Rūbokht är en ort i Iran.   Den ligger i provinsen Khorasan, i den östra delen av landet, 800 km öster om huvudstaden Teheran. Rūbokht ligger 1 859 meter över havet och antalet invånare är 166.
Terrängen runt Rūbokht är kuperad åt sydost, men åt nordväst är den platt.Runt Rūbokht är det glesbefolkat, med 12 invånare per kvadratkilometer. Närmaste större samhälle är Mozdāb, 4,1 km nordost om Rūbokht. Omgivningarna runt Rūbokht är i huvudsak ett öppet busklandskap.